# République dominicaine aux Jeux olympiques d'été de 2024
La République dominicaine participe aux Jeux olympiques de 2024 à Paris. Il s'agit de sa 16e participation à des Jeux olympiques d'été.
L'athlète Marileidy Paulino et le gymnaste artistique Audrys Nin Reyes sont nommés porte-drapeau de la délégation en juillet 2024.

## Nombre d’athlètes qualifiés par sport
Voici la liste des qualifiés et sélectionnés dominicains par sport (remplaçants compris) :
| Sport                                                                               | Hommes | Femmes | Total |
| ----------------------------------------------------------------------------------- | ------ | ------ | ----- |
| Athlétisme                                                                          |        |        |       |
| Aviron                                                                              |        |        |       |
| Badminton                                                                           |        |        |       |
| Basket-ball                                                                         |        |        |       |
| Boxe                                                                                |        |        |       |
| Breakdance                                                                          |        |        |       |
| Canoë-kayak                                                                         |        |        |       |
| Cyclisme                                                                            |        |        |       |
| Équitation                                                                          |        |        |       |
| Escalade                                                                            |        |        |       |
| Escrime                                                                             |        |        |       |
| Football                                                                            | 18     |        | 18    |
| Golf                                                                                |        |        |       |
| Gymnastique                                                                         |        |        |       |
| Haltérophilie                                                                       |        |        |       |
| Handball                                                                            |        |        |       |
| Hockey sur gazon                                                                    |        |        |       |
| Judo                                                                                |        |        |       |
| Lutte                                                                               |        |        |       |
| Sports aquatiques • Natation sportive • Plongeon • Natation artistique • Water-polo |        |        |       |
| Pentathlon moderne                                                                  |        |        |       |
| Rugby à sept                                                                        |        |        |       |
| Skateboard                                                                          |        |        |       |
| Surf                                                                                |        |        |       |
| Taekwondo                                                                           |        |        |       |
| Tennis                                                                              |        |        |       |
| Tennis de table                                                                     |        |        |       |
| Tir                                                                                 |        |        |       |
| Tir à l'arc                                                                         |        |        |       |
| Triathlon                                                                           |        |        |       |
| Voile                                                                               |        |        |       |
| Volley-ball • En salle • Beach-volley                                               |        |        |       |
| Total                                                                               |        |        |       |

## Bilan général
| Sport               | Médaille d'or, Jeux olympiques | Médaille d'argent, Jeux olympiques | Médaille de bronze, Jeux olympiques | Total | Rang pays |
| ------------------- | ------------------------------ | ---------------------------------- | ----------------------------------- | ----- | --------- |
| Athlétisme          | 1                              |                                    |                                     | 1     |           |
| Aviron              |                                |                                    |                                     |       |           |
| Badminton           |                                |                                    |                                     |       |           |
| Basket-ball         |                                |                                    |                                     |       |           |
| Boxe                |                                |                                    |                                     |       |           |
| Breakdance          |                                |                                    |                                     |       |           |
| Canoë-kayak         |                                |                                    |                                     |       |           |
| Cyclisme            |                                |                                    |                                     |       |           |
| Équitation          |                                |                                    |                                     |       |           |
| Escalade            |                                |                                    |                                     |       |           |
| Escrime             |                                |                                    |                                     |       |           |
| Football            |                                |                                    |                                     |       |           |
| Golf                |                                |                                    |                                     |       |           |
| Gymnastique         |                                |                                    |                                     |       |           |
| Haltérophilie       |                                |                                    |                                     |       |           |
| Handball            |                                |                                    |                                     |       |           |
| Hockey sur gazon    |                                |                                    |                                     |       |           |
| Judo                |                                |                                    |                                     |       |           |
| Lutte               |                                |                                    |                                     |       |           |
| Natation            |                                |                                    |                                     |       |           |
| Natation artistique |                                |                                    |                                     |       |           |
| Pentathlon moderne  |                                |                                    |                                     |       |           |
| Plongeon            |                                |                                    |                                     |       |           |
| Rugby à sept        |                                |                                    |                                     |       |           |
| Skateboard          |                                |                                    |                                     |       |           |
| Surf                |                                |                                    |                                     |       |           |
| Taekwondo           |                                |                                    |                                     |       |           |
| Tennis              |                                |                                    |                                     |       |           |
| Tennis de table     |                                |                                    |                                     |       |           |
| Tir                 |                                |                                    |                                     |       |           |
| Tir à l'arc         |                                |                                    |                                     |       |           |
| Triathlon           |                                |                                    |                                     |       |           |
| Voile               |                                |                                    |                                     |       |           |
| Volley-Ball         |                                |                                    |                                     |       |           |
| Water-polo          |                                |                                    |                                     |       |           |
| Total               | 1                              |                                    |                                     | 1     |           |

| Jour       | Médaille d'or, Jeux olympiques | Médaille d'argent, Jeux olympiques | Médaille de bronze, Jeux olympiques | Total |
| ---------- | ------------------------------ | ---------------------------------- | ----------------------------------- | ----- |
| 26 juillet |                                |                                    |                                     |       |
| 27 juillet |                                |                                    |                                     |       |
| 28 juillet |                                |                                    |                                     |       |
| 29 juillet |                                |                                    |                                     |       |
| 30 juillet |                                |                                    |                                     |       |
| 31 juillet |                                |                                    |                                     |       |
| 1er août   |                                |                                    |                                     |       |
| 2 août     |                                |                                    |                                     |       |
| 3 août     |                                |                                    |                                     |       |
| 4 août     |                                |                                    |                                     |       |
| 5 août     |                                |                                    |                                     |       |
| 6 août     |                                |                                    |                                     |       |
| 7 août     |                                |                                    |                                     |       |
| 8 août     |                                |                                    |                                     |       |
| 9 août     | 1                              |                                    |                                     | 1     |
| 10 août    |                                |                                    |                                     |       |
| 11 août    |                                |                                    |                                     |       |
| Total      | 1                              |                                    |                                     | 1     |

| Sexe   | Médaille d'or, Jeux olympiques | Médaille d'argent, Jeux olympiques | Médaille de bronze, Jeux olympiques | Total |
| ------ | ------------------------------ | ---------------------------------- | ----------------------------------- | ----- |
| Hommes |                                |                                    |                                     |       |
| Femmes | 1                              |                                    |                                     | 1     |
| Mixte  |                                |                                    |                                     |       |
| Total  | 1                              |                                    |                                     | 1     |

## Médaillés
| Sport      | Discipline         | Athlète(s)        | Performance | Date   |
| ---------- | ------------------ | ----------------- | ----------- | ------ |
| Athlétisme | 400 mètres féminin | Marileidy Paulino | 48 s 17     | 9 août |

| Sport | Discipline | Athlète(s) | Performance | Date |
| ----- | ---------- | ---------- | ----------- | ---- |
|       |            |            |             |      |

| Sport | Discipline           | Athlète(s)       | Performance                      | Date   |
| ----- | -------------------- | ---------------- | -------------------------------- | ------ |
| Boxe  | Poids mouches hommes | Junior Alcántara | 0 - 5 contre Billal Bennama      | 4 août |
| Boxe  | Poids moyens hommes  | Cristian Pinales | 2 - 3 contre Nurbek Oralbay (en) | 4 août |

## Résultats

### Athlétisme

#### Hommes
| Athlètes      | Épreuve          | Premier tour (ou tour préliminaire) | Premier tour (ou tour préliminaire) | Repêchage (ou premier tour) | Repêchage (ou premier tour) | Demi-finales | Demi-finales | Finale  | Finale  |
| Athlètes      | Épreuve          | Temps                               | Rang                                | Temps                       | Rang                        | Temps        | Rang         | Temps   | Rang    |
| ------------- | ---------------- | ----------------------------------- | ----------------------------------- | --------------------------- | --------------------------- | ------------ | ------------ | ------- | ------- |
| José González | 100 m            | Exempté                             | Exempté                             | 10 s 40                     | 8e                          | Eliminé      | Eliminé      | Eliminé | Eliminé |
|               | 200 m            |                                     | e                                   |                             | e                           |              | e            |         | e       |
|               | 400 m            |                                     | e                                   |                             | e                           |              | e            |         | e       |
|               | 800 m            |                                     | e                                   |                             | e                           |              | e            |         | e       |
|               | 1 500 m          |                                     | e                                   |                             | e                           |              | e            |         | e       |
|               | 5 000 m          |                                     | e                                   | Non disputé                 | Non disputé                 | Non disputé  | Non disputé  |         | e       |
|               | 10 000 m         | Non disputé                         | Non disputé                         | Non disputé                 | Non disputé                 | Non disputé  | Non disputé  |         | e       |
|               | Marathon         | Non disputé                         | Non disputé                         | Non disputé                 | Non disputé                 | Non disputé  | Non disputé  |         | e       |
|               | 110 m haies      |                                     | e                                   |                             | e                           |              | e            |         | e       |
|               | 400 m haies      |                                     | e                                   |                             | e                           |              | e            |         | e       |
|               | 3 000 m steeple  |                                     | e                                   | Non disputé                 | Non disputé                 | Non disputé  | Non disputé  |         | e       |
|               | Relais 4 × 100 m |                                     | e                                   | Non disputé                 | Non disputé                 | Non disputé  | Non disputé  |         | e       |
|               | Relais 4 × 400 m |                                     | e                                   | Non disputé                 | Non disputé                 | Non disputé  | Non disputé  |         | e       |
|               | 20 km marche     | Non disputé                         | Non disputé                         | Non disputé                 | Non disputé                 | Non disputé  | Non disputé  |         | e       |

| Athlètes | Épreuve           | Qualification | Qualification | Finale      | Finale |
| Athlètes | Épreuve           | Performance   | Rang          | Performance | Rang   |
| -------- | ----------------- | ------------- | ------------- | ----------- | ------ |
|          | Saut en hauteur   | m             | e             | m           | e      |
|          | Saut à la perche  | m             | e             | m           | e      |
|          | Saut en longueur  | m             | e             | m           | e      |
|          | Triple saut       | m             | e             | m           | e      |
|          | Lancer du poids   | m             | e             | m           | e      |
|          | Lancer du disque  | m             | e             | m           | e      |
|          | Lancer du marteau | m             | e             | m           | e      |
|          | Lancer du javelot | m             | e             | m           | e      |

| Athlètes | Épreuve  | 100 m | SL | LP | SH | 400 m | 110 m H | LD | SP | LJ | 1 500 m | Total | Rang |
| -------- | -------- | ----- | -- | -- | -- | ----- | ------- | -- | -- | -- | ------- | ----- | ---- |
|          | Résultat |       | m  | m  | m  |       |         | m  | m  | m  |         |       | e    |
| Points   |          |       |    |    |    |       |         |    |    |    |         |       | e    |

#### Femmes
| Athlètes | Épreuve          | Premier tour (ou tour préliminaire) | Premier tour (ou tour préliminaire) | Repêchage (ou premier tour) | Repêchage (ou premier tour) | Demi-finales | Demi-finales | Finale | Finale |
| Athlètes | Épreuve          | Temps                               | Rang                                | Temps                       | Rang                        | Temps        | Rang         | Temps  | Rang   |
| -------- | ---------------- | ----------------------------------- | ----------------------------------- | --------------------------- | --------------------------- | ------------ | ------------ | ------ | ------ |
|          | 100 m            |                                     | e                                   |                             | e                           |              | e            |        | e      |
|          | 200 m            |                                     | e                                   |                             | e                           |              | e            |        | e      |
|          | 400 m            |                                     | e                                   |                             | e                           |              | e            |        | e      |
|          | 800 m            |                                     | e                                   |                             | e                           |              | e            |        | e      |
|          | 1 500 m          |                                     | e                                   |                             | e                           |              | e            |        | e      |
|          | 5 000 m          |                                     | e                                   | Non disputé                 | Non disputé                 | Non disputé  | Non disputé  |        | e      |
|          | 10 000 m         | Non disputé                         | Non disputé                         | Non disputé                 | Non disputé                 | Non disputé  | Non disputé  |        | e      |
|          | Marathon         | Non disputé                         | Non disputé                         | Non disputé                 | Non disputé                 | Non disputé  | Non disputé  |        | e      |
|          | 100 m haies      |                                     | e                                   |                             | e                           |              | e            |        | e      |
|          | 400 m haies      |                                     | e                                   |                             | e                           |              | e            |        | e      |
|          | 3 000 m steeple  |                                     | e                                   | Non disputé                 | Non disputé                 | Non disputé  | Non disputé  |        | e      |
|          | Relais 4 × 100 m |                                     | e                                   | Non disputé                 | Non disputé                 | Non disputé  | Non disputé  |        | e      |
|          | Relais 4 × 400 m |                                     | e                                   | Non disputé                 | Non disputé                 | Non disputé  | Non disputé  |        | e      |
|          | 20 km marche     | Non disputé                         | Non disputé                         | Non disputé                 | Non disputé                 | Non disputé  | Non disputé  |        | e      |

| Athlètes | Épreuve           | Qualification | Qualification | Finale      | Finale |
| Athlètes | Épreuve           | Performance   | Rang          | Performance | Rang   |
| -------- | ----------------- | ------------- | ------------- | ----------- | ------ |
|          | Saut en hauteur   | m             | e             | m           | e      |
|          | Saut à la perche  | m             | e             | m           | e      |
|          | Saut en longueur  | m             | e             | m           | e      |
|          | Triple saut       | m             | e             | m           | e      |
|          | Lancer du poids   | m             | e             | m           | e      |
|          | Lancer du disque  | m             | e             | m           | e      |
|          | Lancer du marteau | m             | e             | m           | e      |
|          | Lancer du javelot | m             | e             | m           | e      |

| Athlètes | Épreuve  | 100 m H | SH | LP | 200 m | SL | LJ | 800 m | Total | Rang |
| -------- | -------- | ------- | -- | -- | ----- | -- | -- | ----- | ----- | ---- |
|          | Résultat |         | m  | m  |       | m  | m  |       |       | e    |
| Points   |          |         |    |    |       |    |    |       |       | e    |

#### Mixte
| Athlètes | Épreuve          | Premier tour | Premier tour | Finale | Finale |
| Athlètes | Épreuve          | Temps        | Rang         | Temps  | Rang   |
| -------- | ---------------- | ------------ | ------------ | ------ | ------ |
|          | Relais 4 × 400 m |              | e            |        | e      |
|          | 35 km marche     | Non disputé  | Non disputé  |        | e      |

### Aviron
| Athlètes | Compétition                | Série | Série | Repêchage | Repêchage | Quart de finale | Quart de finale | Demi-finale | Demi-finale | Finale | Finale |
| Athlètes | Compétition                | Temps | Rang  | Temps     | Rang      | Temps           | Rang            | Temps       | Rang        | Temps  | Rang   |
| -------- | -------------------------- | ----- | ----- | --------- | --------- | --------------- | --------------- | ----------- | ----------- | ------ | ------ |
|          | Skiff                      |       | e     |           | e         |                 | e               |             | e           |        | e      |
|          | Deux de couple             |       | e     |           | e         | Non disputé     | Non disputé     |             | e           |        | e      |
|          | Deux de couple poids léger |       | e     |           | e         | Non disputé     | Non disputé     |             | e           |        | e      |
|          | Quatre de couple           |       | e     |           | e         | Non disputé     | Non disputé     | Non disputé | Non disputé |        | e      |
|          | Deux sans barreur          |       | e     |           | e         | Non disputé     | Non disputé     |             | e           |        | e      |
|          | Quatre sans barreur        |       | e     |           | e         | Non disputé     | Non disputé     | Non disputé | Non disputé |        | e      |
|          | Huit                       |       | e     |           | e         | Non disputé     | Non disputé     | Non disputé | Non disputé |        | e      |

| Athlètes | Compétition                | Série | Série | Repêchage | Repêchage | Quart de finale | Quart de finale | Demi-finale | Demi-finale | Finale | Finale |
| Athlètes | Compétition                | Temps | Rang  | Temps     | Rang      | Temps           | Rang            | Temps       | Rang        | Temps  | Rang   |
| -------- | -------------------------- | ----- | ----- | --------- | --------- | --------------- | --------------- | ----------- | ----------- | ------ | ------ |
|          | Skiff                      |       | e     |           | e         |                 | e               |             | e           |        | e      |
|          | Deux de couple             |       | e     |           | e         | Non disputé     | Non disputé     |             | e           |        | e      |
|          | Deux de couple poids léger |       | e     |           | e         | Non disputé     | Non disputé     |             | e           |        | e      |
|          | Quatre de couple           |       | e     |           | e         | Non disputé     | Non disputé     | Non disputé | Non disputé |        | e      |
|          | Deux sans barreur          |       | e     |           | e         | Non disputé     | Non disputé     |             | e           |        | e      |
|          | Quatre sans barreur        |       | e     |           | e         | Non disputé     | Non disputé     | Non disputé | Non disputé |        | e      |
|          | Huit                       |       | e     |           | e         | Non disputé     | Non disputé     | Non disputé | Non disputé |        | e      |

### Basket-ball
| Épreuve          | Phase de groupe  | Phase de groupe  | Phase de groupe  | Phase de groupe | Quart de finale  | Demi-finale      | Finale / MB      | Rang |
| Épreuve          | Adversaire Score | Adversaire Score | Adversaire Score | Rang            | Adversaire Score | Adversaire Score | Adversaire Score | Rang |
| ---------------- | ---------------- | ---------------- | ---------------- | --------------- | ---------------- | ---------------- | ---------------- | ---- |
| Tournoi masculin |                  |                  |                  | e               |                  |                  |                  | e    |
| Tournoi féminin  |                  |                  |                  | e               |                  |                  |                  | e    |

| Épreuve          | Phase de poules  | Phase de poules  | Phase de poules  | Phase de poules  | Phase de poules  | Phase de poules  | Phase de poules  | Phase de poules | Quart de finale  | Demi-finale      | Finale / MB      | Rang |
| Épreuve          | Adversaire Score | Adversaire Score | Adversaire Score | Adversaire Score | Adversaire Score | Adversaire Score | Adversaire Score | Rang            | Adversaire Score | Adversaire Score | Adversaire Score | Rang |
| ---------------- | ---------------- | ---------------- | ---------------- | ---------------- | ---------------- | ---------------- | ---------------- | --------------- | ---------------- | ---------------- | ---------------- | ---- |
| Tournoi masculin |                  |                  |                  |                  |                  |                  |                  | e               |                  |                  |                  | e    |
| Tournoi féminin  |                  |                  |                  |                  |                  |                  |                  | e               |                  |                  |                  | e    |

### Boxe
| Athlètes | Catégorie                   | 1/16e de finale     | 1/8e de finale      | Quart de finale     | Demi-finale         | Finale              | Rang |
| Athlètes | Catégorie                   | Adversaire Résultat | Adversaire Résultat | Adversaire Résultat | Adversaire Résultat | Adversaire Résultat | Rang |
| -------- | --------------------------- | ------------------- | ------------------- | ------------------- | ------------------- | ------------------- | ---- |
|          | Poids mouches (-51 kg)      |                     |                     |                     |                     |                     | e    |
|          | Poids plumes (-57 kg)       |                     |                     |                     |                     |                     | e    |
|          | Poids légers (-63,5 kg)     |                     |                     |                     |                     |                     | e    |
|          | Poids welters (-71 kg)      |                     |                     |                     |                     |                     | e    |
|          | Poids mi-lourds (-80 kg)    |                     |                     |                     |                     |                     | e    |
|          | Poids lourds (-92 kg)       |                     |                     |                     |                     |                     | e    |
|          | Poids super-lourds (+92 kg) |                     |                     |                     |                     |                     | e    |

| Athlètes | Catégorie              | 1/16e de finale     | 1/8e de finale      | Quart de finale     | Demi-finale         | Finale              | Rang |
| Athlètes | Catégorie              | Adversaire Résultat | Adversaire Résultat | Adversaire Résultat | Adversaire Résultat | Adversaire Résultat | Rang |
| -------- | ---------------------- | ------------------- | ------------------- | ------------------- | ------------------- | ------------------- | ---- |
|          | Poids mouches (-50 kg) |                     |                     |                     |                     |                     | e    |
|          | Poids coqs (-54 kg)    |                     |                     |                     |                     |                     | e    |
|          | Poids plumes (-57 kg)  |                     |                     |                     |                     |                     | e    |
|          | Poids légers (-60 kg)  |                     |                     |                     |                     |                     | e    |
|          | Poids welters (-66 kg) |                     |                     |                     |                     |                     | e    |
|          | Poids moyens (-75 kg)  |                     |                     |                     |                     |                     | e    |

### Canoë-kayak

#### Course en ligne
| Athlète | Compétition | Séries | Séries | Quarts de finale | Quarts de finale | Demi-finales | Demi-finales | Finales A, B, C | Finales A, B, C |
| Athlète | Compétition | Temps  | Rang   | Temps            | Rang             | Temps        | Rang         | Temps           | Rang            |
| ------- | ----------- | ------ | ------ | ---------------- | ---------------- | ------------ | ------------ | --------------- | --------------- |
|         | C1 1 000 m  |        | e      |                  | e                |              | e            |                 | e               |
|         | C2 500 m    |        | e      |                  | e                |              | e            |                 | e               |
|         | K1 1 000 m  |        | e      |                  | e                |              | e            |                 | e               |
|         | K2 500 m    |        | e      |                  | e                |              | e            |                 | e               |
|         | K4 500 m    |        | e      | Non disputé      | Non disputé      |              | e            |                 | e               |

| Athlète | Compétition | Séries | Séries | Quarts de finale | Quarts de finale | Demi-finales | Demi-finales | Finales A, B, C | Finales A, B, C |
| Athlète | Compétition | Temps  | Rang   | Temps            | Rang             | Temps        | Rang         | Temps           | Rang            |
| ------- | ----------- | ------ | ------ | ---------------- | ---------------- | ------------ | ------------ | --------------- | --------------- |
|         | C1 200 m    |        | e      |                  | e                |              | e            |                 | e               |
|         | C2 500 m    |        | e      |                  | e                |              | e            |                 | e               |
|         | K1 500 m    |        | e      |                  | e                |              | e            |                 | e               |
|         | K2 500 m    |        | e      |                  | e                |              | e            |                 | e               |
|         | K4 500 m    |        | e      | Non disputé      | Non disputé      |              | e            |                 | e               |

#### Slalom
| Athlète | Compétition | Éliminatoires | Éliminatoires | Éliminatoires | Éliminatoires | Éliminatoires  | Éliminatoires | Demi-finales | Demi-finales | Finale | Finale |
| Athlète | Compétition | Manche 1      | Manche 1      | Manche 2      | Manche 2      | Meilleur temps | Rang          | Demi-finales | Demi-finales | Finale | Finale |
| Athlète | Compétition | Temps         | Rang          | Temps         | Rang          | Meilleur temps | Rang          | Temps        | Rang         | Temps  | Rang   |
| ------- | ----------- | ------------- | ------------- | ------------- | ------------- | -------------- | ------------- | ------------ | ------------ | ------ | ------ |
|         | C1 hommes   |               | e             |               | e             |                | e             |              | e            |        | e      |
|         | K1 hommes   |               | e             |               | e             |                | e             |              | e            |        | e      |
|         | C1 femmes   |               | e             |               | e             |                | e             |              | e            |        | e      |
|         | K1 femmes   |               | e             |               | e             |                | e             |              | e            |        | e      |

| Athlète | Compétition | Contre-la-montre | Contre-la-montre | Séries | Quarts de finale | Demi- finales | Finale |
| Athlète | Compétition | Temps            | Rang             | Rang   | Rang             | Rang          | Rang   |
| ------- | ----------- | ---------------- | ---------------- | ------ | ---------------- | ------------- | ------ |
|         | KX1 hommes  |                  | e                | e      | e                | e             | e      |
|         | KX1 femmes  |                  | e                | e      | e                | e             | e      |

### Cyclisme

#### BMX
| Athlète | Compétition | Tour de classement | Tour de classement | Tour de classement | Tour de classement | Finale   | Finale   | Finale  | Finale |
| Athlète | Compétition | Manche 1           | Manche 2           | Moyenne            | Rang               | Manche 1 | Manche 2 | Moyenne | Rang   |
| ------- | ----------- | ------------------ | ------------------ | ------------------ | ------------------ | -------- | -------- | ------- | ------ |
|         | Hommes      |                    |                    |                    | e                  |          |          |         | e      |
|         | Femmes      |                    |                    |                    | e                  |          |          |         | e      |

| Athlète | Compétition | Quarts de finale | Quarts de finale | Quarts de finale | Quarts de finale | Quarts de finale | Repêchage | Repêchage | Demi-finales | Demi-finales | Demi-finales | Demi-finales | Demi-finales | Finale | Finale |
| Athlète | Compétition | Manche 1         | Manche 2         | Manche 3         | Résultat         | Rang             | Temps     | Rang      | Manche 1     | Manche 2     | Manche 3     | Résultat     | Rang         | Temps  | Rang   |
| ------- | ----------- | ---------------- | ---------------- | ---------------- | ---------------- | ---------------- | --------- | --------- | ------------ | ------------ | ------------ | ------------ | ------------ | ------ | ------ |
|         | Hommes      | e                | e                | e                |                  | e                |           | e         | e            | e            | e            |              | e            |        | e      |
|         | Femmes      | e                | e                | e                |                  | e                |           | e         | e            | e            | e            |              | e            |        | e      |

#### Piste
| Athlète | Compétition                 | Qualification | Qualification | 32ème de finale          | Repêchages 1             | 16ème de finale          | Repêchages 2             | 8ème de finale           | Repêchages 3             | Quarts de finale         | Demi-finales             | Finale Match de classement | Finale Match de classement |
| Athlète | Compétition                 | Temps Vitesse | Rang          | Adversaire Temps Vitesse | Adversaire Temps Vitesse | Adversaire Temps Vitesse | Adversaire Temps Vitesse | Adversaire Temps Vitesse | Adversaire Temps Vitesse | Adversaire Temps Vitesse | Adversaire Temps Vitesse | Adversaire Temps Vitesse   | Rang                       |
| ------- | --------------------------- | ------------- | ------------- | ------------------------ | ------------------------ | ------------------------ | ------------------------ | ------------------------ | ------------------------ | ------------------------ | ------------------------ | -------------------------- | -------------------------- |
|         | Vitesse individuelle hommes |               | e             |                          |                          |                          |                          |                          |                          |                          |                          |                            | e                          |
|         | Vitesse par équipes hommes  |               | e             |                          | Non disputé              | Non disputé              | Non disputé              | Non disputé              | Non disputé              | Non disputé              | Non disputé              |                            | e                          |
|         | Vitesse individuelle femmes |               | e             |                          |                          |                          |                          |                          |                          |                          |                          |                            | e                          |
|         | Vitesse par équipes femmes  |               | e             |                          | Non disputé              | Non disputé              | Non disputé              | Non disputé              | Non disputé              | Non disputé              | Non disputé              |                            | e                          |

| Athlète | Compétition | Qualification | Qualification | Premier tour        | Premier tour | Finale / Classement | Finale / Classement |
| Athlète | Compétition | Temps         | Rang          | Adversaire Résultat | Rang         | Adversaire Résultat | Rang                |
| ------- | ----------- | ------------- | ------------- | ------------------- | ------------ | ------------------- | ------------------- |
|         | Hommes      |               | e             |                     | e            |                     | e                   |
|         | Femmes      |               | e             |                     | e            |                     | e                   |

| Athlète | Compétition | 1er tour | Repêchages | Quarts de finale | Demi-finales | Finale (1-6) ou classement (7-12) |
| Athlète | Compétition | Rang     | Rang       | Rang             | Rang         | Rang                              |
| ------- | ----------- | -------- | ---------- | ---------------- | ------------ | --------------------------------- |
|         | Hommes      | e        | e          | e                | e            | e                                 |
|         | Femmes      | e        | e          | e                | e            | e                                 |

| Athlète | Compétition | Scratch | Course tempo | Élimination | Course aux points | Course aux points | Total | Rang |
| Athlète | Compétition | Rang    | Rang         | Rang        | Points            | Rang              | Total | Rang |
| ------- | ----------- | ------- | ------------ | ----------- | ----------------- | ----------------- | ----- | ---- |
|         | Hommes      | e       | e            | e           |                   | e                 |       | e    |
|         | Femmes      | e       | e            | e           |                   | e                 |       | e    |

| Athlète | Épreuve | Points | Tours | Classement |
| ------- | ------- | ------ | ----- | ---------- |
|         | Hommes  |        |       | e          |
|         | Femmes  |        |       | e          |

#### Route
| Athlète | Compétition      | Temps | Rang |
| ------- | ---------------- | ----- | ---- |
|         | Course en ligne  |       | e    |
|         | Contre-la-montre |       | e    |

| Athlète | Compétition      | Temps | Rang |
| ------- | ---------------- | ----- | ---- |
|         | Course en ligne  |       | e    |
|         | Contre-la-montre |       | e    |

#### VTT
| Athlète | Compétition | Temps | Rang |
| ------- | ----------- | ----- | ---- |
|         | Hommes      |       | e    |
|         | Femmes      |       | e    |

### Équitation
| Athlète | Cheval | Compétition | Grand Prix | Grand Prix | Grand Prix Spécial | Grand Prix Spécial | Grand Prix Spécial | Grand Prix Freestyle | Grand Prix Freestyle | Grand Prix Freestyle | Total | Total |
| Athlète | Cheval | Compétition | Score      | Rang       | Score              | Total              | Rang               | Score                | Total                | Rang                 | Score | Rang  |
| ------- | ------ | ----------- | ---------- | ---------- | ------------------ | ------------------ | ------------------ | -------------------- | -------------------- | -------------------- | ----- | ----- |
|         | ...    | Par équipes |            | e          |                    |                    | e                  | Non disputé          | Non disputé          | Non disputé          |       | e     |
|         |        | Individuel  |            | e          | Non disputé        | Non disputé        | Non disputé        |                      |                      | e                    |       | e     |

| Athlète | Cheval | Compétition | Qualification | Qualification | Qualification | Qualification | Qualification | Finale    | Finale    | Finale    | Finale | Finale |
| Athlète | Cheval | Compétition | Pénalités     | Pénalités     | Pénalités     | Temps         | Rang          | Pénalités | Pénalités | Pénalités | Temps  | Rang   |
| Athlète | Cheval | Compétition | Saut          | Temps         | Total         | Temps         | Rang          | Saut      | Temps     | Total     | Temps  | Rang   |
| ------- | ------ | ----------- | ------------- | ------------- | ------------- | ------------- | ------------- | --------- | --------- | --------- | ------ | ------ |
|         | ...    | Par équipes | ...           | ...           |               |               | e             | ...       | ...       |           |        | e      |
|         |        | Individuel  |               |               |               |               | e             |           |           |           |        | e      |

| Athlète | Cheval | Compétition | Dressage  | Dressage | Cross-country | Cross-country | Cross-country | Saut d'obstacles | Saut d'obstacles | Saut d'obstacles | Saut d'obstacles | Saut d'obstacles | Saut d'obstacles | Total     | Total |
| Athlète | Cheval | Compétition | Dressage  | Dressage | Cross-country | Cross-country | Cross-country | Qualification    | Qualification    | Qualification    | Finale           | Finale           | Finale           | Total     | Total |
| Athlète | Cheval | Compétition | Pénalités | Rang     | Pénalités     | Total         | Rang          | Pénalités        | Total            | Rang             | Pénalités        | Total            | Rang             | Pénalités | Rang  |
| ------- | ------ | ----------- | --------- | -------- | ------------- | ------------- | ------------- | ---------------- | ---------------- | ---------------- | ---------------- | ---------------- | ---------------- | --------- | ----- |
|         | ...    | Par équipes |           | e        |               |               | e             |                  |                  | e                |                  |                  | e                |           | e     |
|         |        | Individuel  |           | e        |               |               | e             |                  |                  | e                |                  |                  | e                |           | e     |

### Escalade
| Athlète | Compétition | Qualifications | Qualifications | Quart de finale | Quart de finale | Demi-finale | Demi-finale | Finale / classement | Finale / classement |
| Athlète | Compétition | Temps          | Rang           | Adversaire      | Résultat        | Adversaire  | Résultat    | Adversaire          | Résultat            |
| ------- | ----------- | -------------- | -------------- | --------------- | --------------- | ----------- | ----------- | ------------------- | ------------------- |
|         | Hommes      |                | e              |                 |                 |             |             |                     |                     |
|         | Femmes      |                | e              |                 |                 |             |             |                     |                     |

| Athlète | Compétition | Demi-finale | Demi-finale | Demi-finale | Demi-finale | Demi-finale | Demi-finale             | Demi-finale     | Finale   | Finale   | Finale   | Finale   | Finale | Finale                  | Finale          |
| Athlète | Compétition | Bloc        | Bloc        | Bloc        | Bloc        | Bloc        | Points de la difficulté | Total de points | Bloc     | Bloc     | Bloc     | Bloc     | Bloc   | Points de la difficulté | Total de points |
| Athlète | Compétition | Passages    | Passages    | Passages    | Passages    | Points      | Points de la difficulté | Total de points | Passages | Passages | Passages | Passages | Points | Points de la difficulté | Total de points |
| Athlète | Compétition | 1er         | 2e          | 3e          | 4e          | Points      | Points de la difficulté | Total de points | 1er      | 2e       | 3e       | 4e       | Points | Points de la difficulté | Total de points |
| ------- | ----------- | ----------- | ----------- | ----------- | ----------- | ----------- | ----------------------- | --------------- | -------- | -------- | -------- | -------- | ------ | ----------------------- | --------------- |
|         | Hommes      |             |             |             |             |             |                         |                 |          |          |          |          |        |                         |                 |
|         | Femmes      |             |             |             |             |             |                         |                 |          |          |          |          |        |                         |                 |

### Football
| Épreuve          | Premier tour     | Premier tour     | Premier tour     | Premier tour | Quart de finale  | Demi-finale      | Finale / MB      | Rang |
| Épreuve          | Adversaire Score | Adversaire Score | Adversaire Score | Rang         | Adversaire Score | Adversaire Score | Adversaire Score | Rang |
| ---------------- | ---------------- | ---------------- | ---------------- | ------------ | ---------------- | ---------------- | ---------------- | ---- |
| Tournoi masculin | Égypte 0-0       | Espagne 0-0      | à déterminer     | e            |                  |                  |                  | e    |

### Golf
| Athlète | Compétition       | Jour 1 | Jour 1 | Jour 2 | Jour 2 | Jour 2 | Jour 3 | Jour 3 | Jour 3 | Jour 4 | Jour 4 | Jour 4 |
| Athlète | Compétition       | Score  | Rang   | Score  | Total  | Rang   | Score  | Total  | Rang   | Score  | Total  | Rang   |
| ------- | ----------------- | ------ | ------ | ------ | ------ | ------ | ------ | ------ | ------ | ------ | ------ | ------ |
|         | Épreuve masculine |        | e      |        |        | e      |        |        | e      |        |        | e      |
|         | Épreuve féminine  |        | e      |        |        | e      |        |        | e      |        |        | e      |

### Gymnastique artistique
| Athlète | Qualifications | Qualifications | Qualifications | Qualifications | Qualifications    | Qualifications | Qualifications | Qualifications | Finale   | Finale         | Finale   | Finale   | Finale            | Finale     | Finale | Finale |
| Athlète | Appareil       | Appareil       | Appareil       | Appareil       | Appareil          | Appareil       | Total          | Rang           | Appareil | Appareil       | Appareil | Appareil | Appareil          | Appareil   | Total  | Rang   |
| Athlète | Sol            | Cheval d'arçon | Anneaux        | Saut           | Barres parallèles | Barre fixe     | Total          | Rang           | Sol      | Cheval d'arçon | Anneaux  | Saut     | Barres parallèles | Barre fixe | Total  | Rang   |
| ------- | -------------- | -------------- | -------------- | -------------- | ----------------- | -------------- | -------------- | -------------- | -------- | -------------- | -------- | -------- | ----------------- | ---------- | ------ | ------ |
|         |                |                |                |                |                   |                |                | e              |          |                |          |          |                   |            | -      | -      |
|         |                |                |                |                |                   |                |                | e              |          |                |          |          |                   |            | -      | -      |
|         |                |                |                |                |                   |                |                | e              |          |                |          |          |                   |            | -      | -      |
|         |                |                |                |                |                   |                |                | e              |          |                |          |          |                   |            | -      | -      |
| Total   |                |                |                |                |                   |                |                | e              |          |                |          |          |                   |            |        | e      |

| Athlète | Compétition       | Qualifications | Qualifications | Qualifications | Qualifications | Qualifications    | Qualifications | Qualifications | Qualifications | Finale   | Finale         | Finale   | Finale   | Finale            | Finale     | Finale | Finale |
| Athlète | Compétition       | Appareil       | Appareil       | Appareil       | Appareil       | Appareil          | Appareil       | Total          | Rang           | Appareil | Appareil       | Appareil | Appareil | Appareil          | Appareil   | Total  | Rang   |
| Athlète | Compétition       | Sol            | Cheval d'arçon | Anneaux        | Saut           | Barres parallèles | Barre fixe     | Total          | Rang           | Sol      | Cheval d'arçon | Anneaux  | Saut     | Barres parallèles | Barre fixe | Total  | Rang   |
| ------- | ----------------- | -------------- | -------------- | -------------- | -------------- | ----------------- | -------------- | -------------- | -------------- | -------- | -------------- | -------- | -------- | ----------------- | ---------- | ------ | ------ |
|         | Concours général  |                |                |                |                |                   |                |                | e              |          |                |          |          |                   |            |        | e      |
|         | Sol               |                | -              | -              | -              | -                 | -              | -              | e              |          | -              | -        | -        | -                 | -          | -      | e      |
|         | Cheval d'arçons   | -              |                | -              | -              | -                 | -              | -              | e              | -        |                | -        | -        | -                 | -          | -      | e      |
|         | Anneaux           | -              | -              |                | -              | -                 | -              | -              | e              | -        | -              |          | -        | -                 | -          | -      | e      |
|         | Saut de cheval    | -              | -              | -              |                | -                 | -              | -              | e              | -        | -              | -        |          | -                 | -          | -      | e      |
|         | Barres parallèles | -              | -              | -              | -              |                   | -              | -              | e              | -        | -              | -        | -        |                   | -          | -      | e      |
|         | Barre fixe        | -              | -              | -              | -              | -                 |                | -              | e              | -        | -              | -        | -        | -                 |            | -      | e      |

| Athlète | Qualifications | Qualifications      | Qualifications | Qualifications | Qualifications | Qualifications | Finale   | Finale              | Finale   | Finale   | Finale | Finale |
| Athlète | Appareil       | Appareil            | Appareil       | Appareil       | Total          | Rang           | Appareil | Appareil            | Appareil | Appareil | Total  | Rang   |
| Athlète | Saut           | Barres asymétriques | Poutre         | Sol            | Total          | Rang           | Saut     | Barres asymétriques | Poutre   | Sol      | Total  | Rang   |
| ------- | -------------- | ------------------- | -------------- | -------------- | -------------- | -------------- | -------- | ------------------- | -------- | -------- | ------ | ------ |
|         |                |                     |                |                |                | e              |          |                     |          |          | -      | -      |
|         |                |                     |                |                |                | e              |          |                     |          |          | -      | -      |
|         |                |                     |                |                |                | e              |          |                     |          |          | -      | -      |
|         |                |                     |                |                |                | e              |          |                     |          |          | -      | -      |
| Total   |                |                     |                |                |                | e              |          |                     |          |          |        | e      |

| Athlète | Compétition         | Qualifications | Qualifications      | Qualifications | Qualifications | Qualifications | Qualifications | Finale   | Finale              | Finale   | Finale   | Finale | Finale |
| Athlète | Compétition         | Appareil       | Appareil            | Appareil       | Appareil       | Total          | Rang           | Appareil | Appareil            | Appareil | Appareil | Total  | Rang   |
| Athlète | Compétition         | Saut           | Barres asymétriques | Poutre         | Sol            | Total          | Rang           | Saut     | Barres asymétriques | Poutre   | Sol      | Total  | Rang   |
| ------- | ------------------- | -------------- | ------------------- | -------------- | -------------- | -------------- | -------------- | -------- | ------------------- | -------- | -------- | ------ | ------ |
|         | Concours général    |                |                     |                |                |                | e              |          |                     |          |          |        | e      |
|         | Saut de cheval      |                | -                   | -              | -              | -              | e              |          | -                   | -        | -        | -      | e      |
|         | Barres asymétriques | -              |                     | -              | -              | -              | e              | -        |                     | -        | -        | -      | e      |
|         | Poutre              | -              | -                   |                | -              | -              | e              | -        | -                   |          | -        | -      | e      |
|         | Sol                 | -              | -                   | -              |                | -              | e              | -        | -                   | -        |          | -      | e      |

### Gymnastique rythmique
| Athlète | Qualification | Qualification | Qualification | Qualification | Qualification | Qualification | Finale | Finale | Finale | Finale | Finale | Finale |
| Athlète |               |               |               |               | Total         | Rang          |        |        |        |        | Total  | Rang   |
| ------- | ------------- | ------------- | ------------- | ------------- | ------------- | ------------- | ------ | ------ | ------ | ------ | ------ | ------ |
|         |               |               |               |               |               | e             |        |        |        |        |        | e      |

| Athlètes | Qualification | Qualification | Qualification | Qualification | Finale | Finale | Finale | Finale |
| Athlètes | 5             | 3 + 2         | Total         | Rang          | 5      | 3 + 2  | Total  | Rang   |
| -------- | ------------- | ------------- | ------------- | ------------- | ------ | ------ | ------ | ------ |
|          |               |               |               | e             |        |        |        | e      |

### Haltérophilie
| Athlète | Compétition     | Arraché  | Arraché | Épaulé-jeté | Épaulé-jeté | Total | Rang |
| Athlète | Compétition     | Résultat | Rang    | Résultat    | Rang        | Total | Rang |
| ------- | --------------- | -------- | ------- | ----------- | ----------- | ----- | ---- |
|         | Moins de 61 kg  | kg       | e       | kg          | e           | kg    | e    |
|         | Moins de 73 kg  | kg       | e       | kg          | e           | kg    | e    |
|         | Moins de 89 kg  | kg       | e       | kg          | e           | kg    | e    |
|         | Moins de 102 kg | kg       | e       | kg          | e           | kg    | e    |
|         | Plus de 102 kg  | kg       | e       | kg          | e           | kg    | e    |

| Athlète | Compétition    | Arraché  | Arraché | Épaulé-jeté | Épaulé-jeté | Total | Rang |
| Athlète | Compétition    | Résultat | Rang    | Résultat    | Rang        | Total | Rang |
| ------- | -------------- | -------- | ------- | ----------- | ----------- | ----- | ---- |
|         | Moins de 49 kg | kg       | e       | kg          | e           | kg    | e    |
|         | Moins de 59 kg | kg       | e       | kg          | e           | kg    | e    |
|         | Moins de 71 kg | kg       | e       | kg          | e           | kg    | e    |
|         | Moins de 81 kg | kg       | e       | kg          | e           | kg    | e    |
|         | Plus de 81 kg  | kg       | e       | kg          | e           | kg    | e    |

### Handball
| Épreuve          | Premier tour     | Premier tour     | Premier tour     | Premier tour     | Premier tour     | Premier tour | Quart de finale  | Demi-finale      | Finale / MB      | Rang |
| Épreuve          | Adversaire Score | Adversaire Score | Adversaire Score | Adversaire Score | Adversaire Score | Rang         | Adversaire Score | Adversaire Score | Adversaire Score | Rang |
| ---------------- | ---------------- | ---------------- | ---------------- | ---------------- | ---------------- | ------------ | ---------------- | ---------------- | ---------------- | ---- |
| Tournoi masculin |                  |                  |                  |                  |                  | e            |                  |                  |                  | e    |
| Tournoi féminin  |                  |                  |                  |                  |                  | e            |                  |                  |                  | e    |

### Hockey sur gazon
| Épreuve          | Premier tour     | Premier tour     | Premier tour     | Premier tour     | Premier tour     | Premier tour | Quart de finale  | Demi-finale      | Finale / MB      | Rang |
| Épreuve          | Adversaire Score | Adversaire Score | Adversaire Score | Adversaire Score | Adversaire Score | Rang         | Adversaire Score | Adversaire Score | Adversaire Score | Rang |
| ---------------- | ---------------- | ---------------- | ---------------- | ---------------- | ---------------- | ------------ | ---------------- | ---------------- | ---------------- | ---- |
| Tournoi masculin |                  |                  |                  |                  |                  | e            |                  |                  |                  | e    |
| Tournoi féminin  |                  |                  |                  |                  |                  | e            |                  |                  |                  | e    |

### Judo
| Athlète | Compétition     | 1er tour            | 2e tour             | Quart de finale     | Demi-finale         | Repêchage           | Finale / CB         | Rang |
| Athlète | Compétition     | Adversaire Résultat | Adversaire Résultat | Adversaire Résultat | Adversaire Résultat | Adversaire Résultat | Adversaire Résultat | Rang |
| ------- | --------------- | ------------------- | ------------------- | ------------------- | ------------------- | ------------------- | ------------------- | ---- |
|         | Moins de 60 kg  |                     |                     |                     |                     |                     |                     | e    |
|         | Moins de 66 kg  |                     |                     |                     |                     |                     |                     | e    |
|         | Moins de 73 kg  |                     |                     |                     |                     |                     |                     | e    |
|         | Moins de 81 kg  |                     |                     |                     |                     |                     |                     | e    |
|         | Moins de 90 kg  |                     |                     |                     |                     |                     |                     | e    |
|         | Moins de 100 kg |                     |                     |                     |                     |                     |                     | e    |
|         | Plus de 100 kg  |                     |                     |                     |                     |                     |                     | e    |

| Athlète | Compétition    | 1er tour            | 2e tour             | Quart de finale     | Demi-finale         | Repêchage           | Finale / CB         | Rang |
| Athlète | Compétition    | Adversaire Résultat | Adversaire Résultat | Adversaire Résultat | Adversaire Résultat | Adversaire Résultat | Adversaire Résultat | Rang |
| ------- | -------------- | ------------------- | ------------------- | ------------------- | ------------------- | ------------------- | ------------------- | ---- |
|         | Moins de 48 kg |                     |                     |                     |                     |                     |                     | e    |
|         | Moins de 52 kg |                     |                     |                     |                     |                     |                     | e    |
|         | Moins de 57 kg |                     |                     |                     |                     |                     |                     | e    |
|         | Moins de 63 kg |                     |                     |                     |                     |                     |                     | e    |
|         | Moins de 70 kg |                     |                     |                     |                     |                     |                     | e    |
|         | Moins de 78 kg |                     |                     |                     |                     |                     |                     | e    |
|         | Plus de 78 kg  |                     |                     |                     |                     |                     |                     | e    |

| Athlètes | Huitième de finale  | Quart de finale     | Demi-finale         | Repêchage           | Finale / CB         | Rang |
| Athlètes | Adversaire Résultat | Adversaire Résultat | Adversaire Résultat | Adversaire Résultat | Adversaire Résultat | Rang |
| -------- | ------------------- | ------------------- | ------------------- | ------------------- | ------------------- | ---- |
|          |                     |                     |                     |                     |                     | e    |

### Lutte
| Athlète | Compétition     | Huitièmes de finale | Quart de finale     | Demi-finale         | Repêchage           | Finale / CB         | Rang |
| Athlète | Compétition     | Adversaire Résultat | Adversaire Résultat | Adversaire Résultat | Adversaire Résultat | Adversaire Résultat | Rang |
| ------- | --------------- | ------------------- | ------------------- | ------------------- | ------------------- | ------------------- | ---- |
|         | Moins de 57 kg  |                     |                     |                     |                     |                     | e    |
|         | Moins de 65 kg  |                     |                     |                     |                     |                     | e    |
|         | Moins de 74 kg  |                     |                     |                     |                     |                     | e    |
|         | Moins de 86 kg  |                     |                     |                     |                     |                     | e    |
|         | Moins de 97 kg  |                     |                     |                     |                     |                     | e    |
|         | Moins de 125 kg |                     |                     |                     |                     |                     | e    |

| Athlète | Compétition    | Huitièmes de finale | Quart de finale     | Demi-finale         | Repêchage           | Finale / CB         | Rang |
| Athlète | Compétition    | Adversaire Résultat | Adversaire Résultat | Adversaire Résultat | Adversaire Résultat | Adversaire Résultat | Rang |
| ------- | -------------- | ------------------- | ------------------- | ------------------- | ------------------- | ------------------- | ---- |
|         | Moins de 50 kg |                     |                     |                     |                     |                     | e    |
|         | Moins de 53 kg |                     |                     |                     |                     |                     | e    |
|         | Moins de 57 kg |                     |                     |                     |                     |                     | e    |
|         | Moins de 62 kg |                     |                     |                     |                     |                     | e    |
|         | Moins de 68 kg |                     |                     |                     |                     |                     | e    |
|         | Moins de 76 kg |                     |                     |                     |                     |                     | e    |

| Athlète | Compétition     | Huitièmes de finale | Quart de finale     | Demi-finale         | Repêchage           | Finale / CB         | Rang |
| Athlète | Compétition     | Adversaire Résultat | Adversaire Résultat | Adversaire Résultat | Adversaire Résultat | Adversaire Résultat | Rang |
| ------- | --------------- | ------------------- | ------------------- | ------------------- | ------------------- | ------------------- | ---- |
|         | Moins de 60 kg  |                     |                     |                     |                     |                     | e    |
|         | Moins de 67 kg  |                     |                     |                     |                     |                     | e    |
|         | Moins de 77 kg  |                     |                     |                     |                     |                     | e    |
|         | Moins de 87 kg  |                     |                     |                     |                     |                     | e    |
|         | Moins de 97 kg  |                     |                     |                     |                     |                     | e    |
|         | Moins de 130 kg |                     |                     |                     |                     |                     | e    |

### Natation
| Athlète | Épreuve              | Séries      | Séries      | Demi-finales | Demi-finales | Finale | Finale |
| Athlète | Épreuve              | Temps       | Rang        | Temps        | Rang         | Temps  | Rang   |
| ------- | -------------------- | ----------- | ----------- | ------------ | ------------ | ------ | ------ |
|         | 50 m nage libre      |             | e           |              | e            |        | e      |
|         | 100 m nage libre     |             | e           |              | e            |        | e      |
|         | 200 m nage libre     |             | e           |              | e            |        | e      |
|         | 400 m nage libre     | Non disputé | Non disputé |              | e            |        | e      |
|         | 800 m nage libre     | Non disputé | Non disputé |              | e            |        | e      |
|         | 1 500 m nage libre   | Non disputé | Non disputé |              | e            |        | e      |
|         | 100 m dos            |             | e           |              | e            |        | e      |
|         | 200 m dos            |             | e           |              | e            |        | e      |
|         | 100 m brasse         |             | e           |              | e            |        | e      |
|         | 200 m brasse         |             | e           |              | e            |        | e      |
|         | 100 m papillon       |             | e           |              | e            |        | e      |
|         | 200 m papillon       |             | e           |              | e            |        | e      |
|         | 200 m 4 nages        |             | e           |              | e            |        | e      |
|         | 400 m 4 nages        |             | e           | Non disputé  | Non disputé  |        | e      |
|         | 4 × 100 m nage libre |             | e           | Non disputé  | Non disputé  |        | e      |
|         | 4 × 200 m nage libre |             | e           | Non disputé  | Non disputé  |        | e      |
|         | 4 × 100 m 4 nages    |             | e           | Non disputé  | Non disputé  |        | e      |
|         | 10 km en eau libre   | Non disputé | Non disputé | Non disputé  | Non disputé  |        | e      |

| Athlète | Épreuve              | Séries      | Séries      | Demi-finales | Demi-finales | Finale | Finale |
| Athlète | Épreuve              | Temps       | Rang        | Temps        | Rang         | Temps  | Rang   |
| ------- | -------------------- | ----------- | ----------- | ------------ | ------------ | ------ | ------ |
|         | 50 m nage libre      |             | e           |              | e            |        | e      |
|         | 100 m nage libre     |             | e           |              | e            |        | e      |
|         | 200 m nage libre     |             | e           |              | e            |        | e      |
|         | 400 m nage libre     | Non disputé | Non disputé |              | e            |        | e      |
|         | 800 m nage libre     | Non disputé | Non disputé |              | e            |        | e      |
|         | 1 500 m nage libre   | Non disputé | Non disputé |              | e            |        | e      |
|         | 100 m dos            |             | e           |              | e            |        | e      |
|         | 200 m dos            |             | e           |              | e            |        | e      |
|         | 100 m brasse         |             | e           |              | e            |        | e      |
|         | 200 m brasse         |             | e           |              | e            |        | e      |
|         | 100 m papillon       |             | e           |              | e            |        | e      |
|         | 200 m papillon       |             | e           |              | e            |        | e      |
|         | 200 m 4 nages        |             | e           |              | e            |        | e      |
|         | 400 m 4 nages        |             | e           | Non disputé  | Non disputé  |        | e      |
|         | 4 × 100 m nage libre |             | e           | Non disputé  | Non disputé  |        | e      |
|         | 4 × 200 m nage libre |             | e           | Non disputé  | Non disputé  |        | e      |
|         | 4 × 100 m 4 nages    |             | e           | Non disputé  | Non disputé  |        | e      |
|         | 10 km en eau libre   | Non disputé | Non disputé | Non disputé  | Non disputé  |        | e      |

| Athlète | Épreuve           | Série | Série | Finale | Finale |
| Athlète | Épreuve           | Temps | Rang  | Temps  | Rang   |
| ------- | ----------------- | ----- | ----- | ------ | ------ |
|         | 4 × 100 m 4 nages |       | e     |        | e      |

### Natation artistique
| Athlètes | Compétition | Programmes | Programmes | Programmes  | Total | Rang |
| Athlètes | Compétition | Technique  | Libre      | Acrobatique | Total | Rang |
| -------- | ----------- | ---------- | ---------- | ----------- | ----- | ---- |
|          | Duo         |            |            | Non disputé |       | e    |
|          | Ballet      |            |            |             |       | e    |

### Pentathlon moderne
| Athlètes | Compétition | Qualifications Poule d'escrime | Qualifications Poule d'escrime | Demi-finale | Demi-finale | Demi-finale | Demi-finale | Demi-finale | Demi-finale | Demi-finale | Demi-finale | Demi-finale | Demi-finale | Demi-finale | Finale     | Finale     | Finale  | Finale  | Finale  | Finale  | Finale   | Finale   | Finale   | Finale    | Finale    | Finale    | Finale    | Total | Rang |
| Athlètes | Compétition | Qualifications Poule d'escrime | Qualifications Poule d'escrime | Escrime     | Escrime     | Escrime     | Escrime     | Natation    | Natation    | Natation    | Laser-Run   | Laser-Run   | Laser-Run   | Laser-Run   | Equitation | Equitation | Escrime | Escrime | Escrime | Escrime | Natation | Natation | Natation | Laser-Run | Laser-Run | Laser-Run | Laser-Run | Total | Rang |
| Athlètes | Compétition | Vict.                          | Points                         | Vict.       | BR          | Rang        | Points      | Temps       | Rang        | Points      | Hand.       | Temps       | Rang        | Points      | Rang       | Points     | Vict.   | BR      | Rang    | Points  | Temps    | Rang     | Points   | Hand.     | Temps     | Rang      | Points    | Total | Rang |
| -------- | ----------- | ------------------------------ | ------------------------------ | ----------- | ----------- | ----------- | ----------- | ----------- | ----------- | ----------- | ----------- | ----------- | ----------- | ----------- | ---------- | ---------- | ------- | ------- | ------- | ------- | -------- | -------- | -------- | --------- | --------- | --------- | --------- | ----- | ---- |
|          | Hommes      |                                |                                |             |             | e           |             |             | e           |             |             |             | e           |             | e          |            |         |         | e       |         |          | e        |          |           |           | e         |           |       | e    |
|          | Femmes      |                                |                                |             |             | e           |             |             | e           |             |             |             | e           |             | e          |            |         |         | e       |         |          | e        |          |           |           | e         |           |       | e    |

### Plongeon
| Athlète | Compétition                 | Tour préliminaire | Tour préliminaire | Demi-finale | Demi-finale | Finale | Finale |
| Athlète | Compétition                 | Points            | Rang              | Points      | Rang        | Points | Rang   |
| ------- | --------------------------- | ----------------- | ----------------- | ----------- | ----------- | ------ | ------ |
|         | Tremplin à 3 m              |                   | e                 |             | e           |        | e      |
|         | Haut-vol à 10 m             |                   | e                 |             | e           |        | e      |
|         | Tremplin à 3 m synchronisé  | Non disputé       | Non disputé       | Non disputé | Non disputé |        | e      |
|         | Haut-vol à 10 m synchronisé | Non disputé       | Non disputé       | Non disputé | Non disputé |        | e      |

| Athlète | Compétition                 | Tour préliminaire | Tour préliminaire | Demi-finale | Demi-finale | Finale | Finale |
| Athlète | Compétition                 | Points            | Rang              | Points      | Rang        | Points | Rang   |
| ------- | --------------------------- | ----------------- | ----------------- | ----------- | ----------- | ------ | ------ |
|         | Tremplin à 3 m              |                   | e                 |             | e           |        | e      |
|         | Haut-vol à 10 m             |                   | e                 |             | e           |        | e      |
|         | Tremplin à 3 m synchronisé  | Non disputé       | Non disputé       | Non disputé | Non disputé |        | e      |
|         | Haut-vol à 10 m synchronisé | Non disputé       | Non disputé       | Non disputé | Non disputé |        | e      |

### Rugby à sept
| Épreuve          | Premier tour     | Premier tour     | Premier tour     | Premier tour | Quart de finale / MC | Demi-finale / MC | Finale / 3e / MC | Rang |
| Épreuve          | Adversaire Score | Adversaire Score | Adversaire Score | Rang         | Adversaire Score     | Adversaire Score | Adversaire Score | Rang |
| ---------------- | ---------------- | ---------------- | ---------------- | ------------ | -------------------- | ---------------- | ---------------- | ---- |
| Tournoi masculin |                  |                  |                  | e            |                      |                  |                  | e    |
| Tournoi féminin  |                  |                  |                  | e            |                      |                  |                  | e    |

### Skateboard
| Athlète | Compétition | Qualifications | Qualifications | Qualifications | Qualifications | Finale | Finale | Finale | Finale |
| Athlète | Compétition | Run 1          | Run 2          | Run 3          | Rang           | Run 1  | Run 2  | Run 3  | Rang   |
| ------- | ----------- | -------------- | -------------- | -------------- | -------------- | ------ | ------ | ------ | ------ |
|         | Hommes      |                |                |                | e              |        |        |        | e      |
|         | Femmes      |                |                |                | e              |        |        |        | e      |

| Athlète | Compétition | Qualifications | Qualifications | Qualifications | Qualifications | Qualifications | Qualifications | Qualifications | Qualifications | Qualifications | Finale | Finale | Finale | Finale | Finale | Finale | Finale | Finale | Finale |
| Athlète | Compétition | Runs           | Runs           | Tricks         | Tricks         | Tricks         | Tricks         | Tricks         | Total          | Rang           | Runs   | Runs   | Tricks | Tricks | Tricks | Tricks | Tricks | Total  | Rang   |
| Athlète | Compétition | 1              | 2              | 1              | 2              | 3              | 4              | 5              | Total          | Rang           | 1      | 2      | 1      | 2      | 3      | 4      | 5      | Total  | Rang   |
| ------- | ----------- | -------------- | -------------- | -------------- | -------------- | -------------- | -------------- | -------------- | -------------- | -------------- | ------ | ------ | ------ | ------ | ------ | ------ | ------ | ------ | ------ |
|         | Hommes      |                |                |                |                |                |                |                |                | e              |        |        |        |        |        |        |        |        | e      |
|         | Femmes      |                |                |                |                |                |                |                |                | e              |        |        |        |        |        |        |        |        | e      |

### Surf
| Athlète | Compétition | 1er tour | 1er tour | 2e tour  | 2e tour | 3e tour  | Quart de finale | Demi-finale | Finale / MB | Finale / MB |
| Athlète | Compétition | Résultat | Rang     | Résultat | Rang    | Résultat | Résultat        | Résultat    | Résultat    | Classement  |
| ------- | ----------- | -------- | -------- | -------- | ------- | -------- | --------------- | ----------- | ----------- | ----------- |
|         | Hommes      |          | e        |          | e       |          |                 |             |             | e           |
|         | Femmes      |          | e        |          | e       |          |                 |             |             | e           |

### Taekwondo
| Athlète | Compétition    | Éliminatoires       | Quart de finale     | Demi-finale         | Repêchage           | Finale / CB         | Rang |
| Athlète | Compétition    | Adversaire Résultat | Adversaire Résultat | Adversaire Résultat | Adversaire Résultat | Adversaire Résultat | Rang |
| ------- | -------------- | ------------------- | ------------------- | ------------------- | ------------------- | ------------------- | ---- |
|         | Moins de 58 kg |                     |                     |                     |                     |                     | e    |
|         | Moins de 68 kg |                     |                     |                     |                     |                     | e    |
|         | Moins de 80 kg |                     |                     |                     |                     |                     | e    |
|         | Plus de 80 kg  |                     |                     |                     |                     |                     | e    |

| Athlète | Compétition    | Éliminatoires       | Quart de finale     | Demi-finale         | Repêchage           | Finale / CB         | Rang |
| Athlète | Compétition    | Adversaire Résultat | Adversaire Résultat | Adversaire Résultat | Adversaire Résultat | Adversaire Résultat | Rang |
| ------- | -------------- | ------------------- | ------------------- | ------------------- | ------------------- | ------------------- | ---- |
|         | Moins de 49 kg |                     |                     |                     |                     |                     | e    |
|         | Moins de 57 kg |                     |                     |                     |                     |                     | e    |
|         | Moins de 67 kg |                     |                     |                     |                     |                     | e    |
|         | Plus de 67 kg  |                     |                     |                     |                     |                     | e    |

### Tennis
| Joueur (n° de tête de série) | Compétition | 1/32e de finale     | 1/16e de finale     | 1/8e de finale      | Quarts de finale    | Demi-finales        | Finale / MB         |
| Joueur (n° de tête de série) | Compétition | Adversaire Résultat | Adversaire Résultat | Adversaire Résultat | Adversaire Résultat | Adversaire Résultat | Adversaire Résultat |
| ---------------------------- | ----------- | ------------------- | ------------------- | ------------------- | ------------------- | ------------------- | ------------------- |
| ()                           | Messieurs   |                     |                     |                     |                     |                     |                     |
| ()                           | Dames       |                     |                     |                     |                     |                     |                     |

| Joueurs (n° de tête de série) | Compétition | 1/16e de finale      | 1/8e de finale       | Quarts de finale     | Demi-finales         | Finale / MB          |
| Joueurs (n° de tête de série) | Compétition | Adversaires Résultat | Adversaires Résultat | Adversaires Résultat | Adversaires Résultat | Adversaires Résultat |
| ----------------------------- | ----------- | -------------------- | -------------------- | -------------------- | -------------------- | -------------------- |
| ()                            | Messieurs   | /                    | /                    | /                    | /                    | /                    |
| ()                            | Dames       | /                    | /                    | /                    | /                    | /                    |
| ()                            | Mixte       | /                    | /                    | /                    | /                    | /                    |

### Tennis de table
| Athlète(s) (n° de tête de série) | Compétition | Tour préliminaire   | 1er tour            | 2e tour             | 3e tour             | 4e tour             | Quart de finale     | Demi-finale         | Finale / MB         | Rang |
| Athlète(s) (n° de tête de série) | Compétition | Adversaire(s) Score | Adversaire(s) Score | Adversaire(s) Score | Adversaire(s) Score | Adversaire(s) Score | Adversaire(s) Score | Adversaire(s) Score | Adversaire(s) Score | Rang |
| -------------------------------- | ----------- | ------------------- | ------------------- | ------------------- | ------------------- | ------------------- | ------------------- | ------------------- | ------------------- | ---- |
| ()                               | Simple      |                     |                     |                     |                     |                     |                     |                     |                     | e    |
| ()                               | Par équipes |                     |                     |                     |                     |                     |                     |                     |                     | e    |

| Athlète(s) (n° de tête de série) | Compétition | Tour préliminaire   | 1er tour            | 2e tour             | 3e tour             | 4e tour             | Quart de finale     | Demi-finale         | Finale / MB         | Rang |
| Athlète(s) (n° de tête de série) | Compétition | Adversaire(s) Score | Adversaire(s) Score | Adversaire(s) Score | Adversaire(s) Score | Adversaire(s) Score | Adversaire(s) Score | Adversaire(s) Score | Adversaire(s) Score | Rang |
| -------------------------------- | ----------- | ------------------- | ------------------- | ------------------- | ------------------- | ------------------- | ------------------- | ------------------- | ------------------- | ---- |
| ()                               | Simple      |                     |                     |                     |                     |                     |                     |                     |                     | e    |
| ()                               | Par équipes |                     |                     |                     |                     |                     |                     |                     |                     | e    |

| Athlètes (n° de tête de série) | Huitième de finale | Quart de finale   | Demi-finale       | Finale / MB       | Rang |
| Athlètes (n° de tête de série) | Adversaires Score  | Adversaires Score | Adversaires Score | Adversaires Score | Rang |
| ------------------------------ | ------------------ | ----------------- | ----------------- | ----------------- | ---- |
| ()                             | /                  | /                 | /                 | /                 | e    |

### Tir
| Tireurs | Compétition                  | Qualification | Qualification | Finale | Finale |
| Tireurs | Compétition                  | Points        | Rang          | Points | Rang   |
| ------- | ---------------------------- | ------------- | ------------- | ------ | ------ |
|         | Pistolet à 10 m air comprimé |               | e             |        | e      |
|         | Pistolet à 25 m tir rapide   |               | e             |        | e      |
|         | Carabine à 10 m air comprimé |               | e             |        | e      |
|         | Carabine à 50 m 3 positions  |               | e             |        | e      |
|         | Fosse olympique              |               | e             |        | e      |
|         | Skeet                        |               | e             |        | e      |

| Tireuses | Compétition                  | Qualification | Qualification | Finale | Finale |
| Tireuses | Compétition                  | Points        | Rang          | Points | Rang   |
| -------- | ---------------------------- | ------------- | ------------- | ------ | ------ |
|          | Pistolet à 10 m air comprimé |               | e             |        | e      |
|          | Pistolet à 25 m              |               | e             |        | e      |
|          | Carabine à 10 m air comprimé |               | e             |        | e      |
|          | Carabine à 50 m 3 positions  |               | e             |        | e      |
|          | Fosse olympique              |               | e             |        | e      |
|          | Skeet                        |               | e             |        | e      |

| Tireurs | Compétition                  | Qualification 1 | Qualification 1 | Qualification 2 | Qualification 2 | Finale / MB          | Finale / MB |
| Tireurs | Compétition                  | Points          | Rang            | Points          | Rang            | Adversaires Résultat | Rang        |
| ------- | ---------------------------- | --------------- | --------------- | --------------- | --------------- | -------------------- | ----------- |
|         | Pistolet à 10 m air comprimé |                 | e               |                 | e               | /                    | e           |
|         | Carabine à 10 m air comprimé |                 | e               |                 | e               | /                    | e           |
|         | Skeet                        |                 | e               | Non disputé     | Non disputé     | /                    | e           |

### Tir à l'arc
| Athlète | Compétition | Tour préliminaire | Tour préliminaire | 1/32e de finale  | 1/16e de finale  | 1/8e de finale   | Quart de finale  | Demi-finale      | Finale / MB      | Rang |
| Athlète | Compétition | Score             | Rang              | Adversaire Score | Adversaire Score | Adversaire Score | Adversaire Score | Adversaire Score | Adversaire Score | Rang |
| ------- | ----------- | ----------------- | ----------------- | ---------------- | ---------------- | ---------------- | ---------------- | ---------------- | ---------------- | ---- |
|         | Hommes      |                   | e                 |                  |                  |                  |                  |                  |                  | e    |
|         | Femmes      |                   | e                 |                  |                  |                  |                  |                  |                  | e    |

| Athlètes | Compétition | Tour préliminaire | Tour préliminaire | 1/8e de finale    | Quart de finale   | Demi-finale       | Finale / MB       | Rang |
| Athlètes | Compétition | Score             | Rang              | Adversaires Score | Adversaires Score | Adversaires Score | Adversaires Score | Rang |
| -------- | ----------- | ----------------- | ----------------- | ----------------- | ----------------- | ----------------- | ----------------- | ---- |
|          | Hommes      |                   | e                 |                   |                   |                   |                   | e    |
|          | Femmes      |                   | e                 |                   |                   |                   |                   | e    |
|          | Mixte       |                   | e                 |                   |                   |                   |                   | e    |

### Trampoline
| Athlète | Compétition       | Qualifications  | Qualifications | Qualifications | Qualifications | Finale        | Finale |
| Athlète | Compétition       | Routine imposée | Routine libre  | Total          | Rang           | Routine libre | Rang   |
| ------- | ----------------- | --------------- | -------------- | -------------- | -------------- | ------------- | ------ |
|         | Concours masculin |                 |                |                | e              |               | e      |
|         | Concours féminin  |                 |                |                | e              |               | e      |

### Triathlon
| Athlète | Compétition | Natation (1,5 km) | Transition 1 | Vélo (40 km) | Transition 2 | Course (10 km) | Temps | Résultat |
| ------- | ----------- | ----------------- | ------------ | ------------ | ------------ | -------------- | ----- | -------- |
|         | Hommes      |                   |              |              |              |                |       | e        |
|         | Femmes      |                   |              |              |              |                |       | e        |

| Athlète | Natation (300 m) | Transition 1 | Vélo (8 km) | Transition 2 | Course (2 km) | Temps (athlètes) | Temps (équipe) | Résultat |
| ------- | ---------------- | ------------ | ----------- | ------------ | ------------- | ---------------- | -------------- | -------- |
|         |                  |              |             |              |               |                  |                | e        |
|         |                  |              |             |              |               |                  |                |          |
|         |                  |              |             |              |               |                  |                |          |
|         |                  |              |             |              |               |                  |                |          |

### Voile
Nota : le résultat barré est le plus mauvais de l’athlète concerné. Il n’est pas pris en compte dans le total.
| Athlètes | Compétition  | Régates | Régates | Régates | Régates | Régates | Régates | Régates | Régates | Régates | Régates | Régates     | Régates     | Régates | Total net | Classement |
| Athlètes | Compétition  | 1       | 2       | 3       | 4       | 5       | 6       | 7       | 8       | 9       | 10      | 11          | 12          | CM      | Total net | Classement |
| -------- | ------------ | ------- | ------- | ------- | ------- | ------- | ------- | ------- | ------- | ------- | ------- | ----------- | ----------- | ------- | --------- | ---------- |
|          | Laser        |         |         |         |         |         |         |         |         |         |         | non disputé | non disputé |         |           | e          |
|          | 49er         |         |         |         |         |         |         |         |         |         |         |             |             |         |           | e          |
|          | IQFoil       |         |         |         |         |         |         |         |         |         |         |             |             |         |           | e          |
|          | Formula Kite |         |         |         |         |         |         |         |         |         |         |             |             |         |           | e          |

| Athlètes | Compétition  | Régates | Régates | Régates | Régates | Régates | Régates | Régates | Régates | Régates | Régates | Régates     | Régates     | Régates | Total net | Classement |
| Athlètes | Compétition  | 1       | 2       | 3       | 4       | 5       | 6       | 7       | 8       | 9       | 10      | 11          | 12          | CM      | Total net | Classement |
| -------- | ------------ | ------- | ------- | ------- | ------- | ------- | ------- | ------- | ------- | ------- | ------- | ----------- | ----------- | ------- | --------- | ---------- |
|          | Laser Radial |         |         |         |         |         |         |         |         |         |         | non disputé | non disputé |         |           | e          |
|          | 49er FX      |         |         |         |         |         |         |         |         |         |         |             |             |         |           | e          |
|          | IQFoil       |         |         |         |         |         |         |         |         |         |         |             |             |         |           | e          |
|          | Formula Kite |         |         |         |         |         |         |         |         |         |         |             |             |         |           | e          |

| Athlètes | Compétition | Régates | Régates | Régates | Régates | Régates | Régates | Régates | Régates | Régates | Régates | Régates     | Régates     | Régates | Total net | Classement |
| Athlètes | Compétition | 1       | 2       | 3       | 4       | 5       | 6       | 7       | 8       | 9       | 10      | 11          | 12          | CM      | Total net | Classement |
| -------- | ----------- | ------- | ------- | ------- | ------- | ------- | ------- | ------- | ------- | ------- | ------- | ----------- | ----------- | ------- | --------- | ---------- |
|          | Nacra 17    |         |         |         |         |         |         |         |         |         |         |             |             |         |           | e          |
|          | 470         |         |         |         |         |         |         |         |         |         |         | non disputé | non disputé |         |           | e          |

### Volley-ball

#### Beach-volley
| Athlètes | Compétition      | Tour préliminaire | Tour préliminaire | Tour préliminaire | Tour préliminaire | 1/8e de finale    | Quart de finale   | Demi-finale       | Finale / MB       | Rang |
| Athlètes | Compétition      | Adversaires Score | Adversaires Score | Adversaires Score | Rang              | Adversaires Score | Adversaires Score | Adversaires Score | Adversaires Score | Rang |
| -------- | ---------------- | ----------------- | ----------------- | ----------------- | ----------------- | ----------------- | ----------------- | ----------------- | ----------------- | ---- |
|          | Tournoi masculin | /                 | /                 | /                 | e                 | /                 | /                 | /                 | /                 | e    |
|          | Tournoi féminin  | /                 | /                 | /                 | e                 | /                 | /                 | /                 | /                 | e    |

#### En salle
| Épreuve          | Premier tour     | Premier tour     | Premier tour     | Premier tour     | Premier tour     | Premier tour | Quart de finale  | Demi-finale      | Finale / MB      | Rang |
| Épreuve          | Adversaire Score | Adversaire Score | Adversaire Score | Adversaire Score | Adversaire Score | Rang         | Adversaire Score | Adversaire Score | Adversaire Score | Rang |
| ---------------- | ---------------- | ---------------- | ---------------- | ---------------- | ---------------- | ------------ | ---------------- | ---------------- | ---------------- | ---- |
| Tournoi masculin |                  |                  |                  |                  |                  | e            |                  |                  |                  | e    |
| Tournoi féminin  |                  |                  |                  |                  |                  | e            |                  |                  |                  | e    |

### Water-polo
| Épreuve          | Premier tour     | Premier tour     | Premier tour     | Premier tour     | Premier tour     | Premier tour | Quart de finale  | Demi-finale      | Finale / MB      | Rang |
| Épreuve          | Adversaire Score | Adversaire Score | Adversaire Score | Adversaire Score | Adversaire Score | Rang         | Adversaire Score | Adversaire Score | Adversaire Score | Rang |
| ---------------- | ---------------- | ---------------- | ---------------- | ---------------- | ---------------- | ------------ | ---------------- | ---------------- | ---------------- | ---- |
| Tournoi masculin |                  |                  |                  |                  |                  | e            |                  |                  |                  | e    |
| Tournoi féminin  |                  |                  |                  |                  |                  | e            |                  |                  |                  | e    |